# Neurotransmitiendo
Neurotransmitiendo, también conocido como NT, nació en la cátedra II de Neurofisiología de Facultad de Psicología de la Universidad de Buenos Aires (UBA), está avocada como ONG a la divulgación científica en psicología y neurociencias. Entre sus proyectos se encuentra la comunicación de la ciencia mediante redes sociales, la creación de contenido audiovisual y producción de pódcast. El lema de la organización es producción y contrabando de psicología y neurociencias, haciendo alusión a que además de comunicar ciencia, también producen investigación en dichas disciplinas.

## Producción de Ciencia
Bajo el paraguas del proyecto Neurotransmitiendo se llevan a cabo investigaciones en psicología y ciencias del comportamiento que tienen una doble función: sumar evidencia en estas disciplinas con producción local y comunicar dichos resultados para que tengan un impacto en el público general.

## Contrabando de Ciencia
El término "contrabando" no es arbitrario sino que nace de las ideas de Diego Golombek, quien afirma que es necesario meter la ciencia de contrabando y llevarla a lugares inesperados lejos de toda solemnidad:
 El meter la ciencia dentro de contextos cotidianos, una especie de ciencia de contrabando: en la música, el fútbol, la cocina. Compartir de esta manera el pensamiento científico, más allá de lo noticiable, suele ser bastante efectivo. 
El proyecto se centra originalmente en la difusión de contenido científico en psicología y neurociencias en Argentina. El contexto de la psicología en Argentina, y particularmente la desactualización bibliográfica en la curricula de las universidades, fue lo que impulsó el proyecto de difusión.

## Neurohumo
Neurotransmitiendo es el primer proyecto en acuñar el término neurohumo haciendo referencia a la plétora de páginas, cursos, textos y hasta material académico que posea carácter pseudocientífico pero utilice el prefijo "neuro" para ganar audiencia o estatus.

El término neurohumo no es más que un ejemplo de vender humo (venditio fumi) sobre cosas relacionadas con neurociencias.

## Historia
Neurotransmitiendo nace mayormente en el espacio de la cátedra II (Alberto A. Iorio) de Neurofisiología, donde estudiantes de psicología se formaron en los principios de la investigación científica y neurociencias en la Facultad de Psicología, de la Universidad de Buenos Aires (UBA) y en el 'Laboratorio de Biología del Comportamiento' del Instituto de Biología y Medicina Experimental (IBYME-CONICET). En su recorrido formativo y de investigación, los fundadores de NT pasaron por la tutoría de varios mentores. Entre ellos se encuentran el Dr. Mario Andreau, el Dr. Federico Sánchez, el Mg. Joaquín Menendez, junto al propio Dr. Alberto Iorio y el Dr. Rubén Muzio, ambos discípulos del Dr. Enrique Segura en IBYME. El 'Laboratorio de Biología del Comportamiento' originalmente fundado por Enrique Segura en 1968, fue uno de los pocos lugares de investigación científica en ciencias de la conducta en esa época.
Los miembros fundadores, originalmente becarios y pasantes de investigación, decidieron fundar un espacio de difusión científica para acercar a estudiantes y graduados conocimientos sobre neurociencias y psicología científica. La idea inicial de ser una página de difusión de ciencia rápidamente mutó cuando el proyecto fue más que bien recibido por estudiantes graduados y docentes, que se ofrecieron voluntariamente a colaborar en diversas áreas para expandir el proyecto hacia nuevos horizontes.
Actualmente, Neurotransmitiendo se avoca a fortalecer la formación académica y profesional en ciencias del comportamiento. Su accionar incluye actividades de formación académicas y extraacadémicas, servicios a la comunidad, consultoría e investigación. La organización cuenta con más de 30 miembros que cubren diversas áreas, desde el diseño gráfico hasta la organización de eventos científicos y congresos.